# Зґлінець
Зґлінець (пол. Zgliniec, нім. Letten) — село в Польщі, у гміні Кшивінь Косцянського повіту Великопольського воєводства.
Населення — 115 осіб (2011).
У 1975-1998 роках село належало до Лешненського воєводства.

## Демографія
Демографічна структура станом на 31 березня 2011 року:
|          | Загалом | Допрацездатний вік | Працездатний вік | Постпрацездатний вік |
| -------- | ------- | ------------------ | ---------------- | -------------------- |
| Чоловіки | 58      | 11                 | 38               | 9                    |
| Жінки    | 57      | 11                 | 31               | 15                   |
| Разом    | 115     | 22                 | 69               | 24                   |